# کادی (هند)
کادی (به انگلیسی: Kadi) یک منطقهٔ مسکونی در هند است که در Kadi Taluka واقع شده‌است. کادی ۵۶٬۲۴۲ نفر جمعیت دارد و ۵۶ متر بالاتر از سطح دریا واقع شده‌است.

## نگارخانه

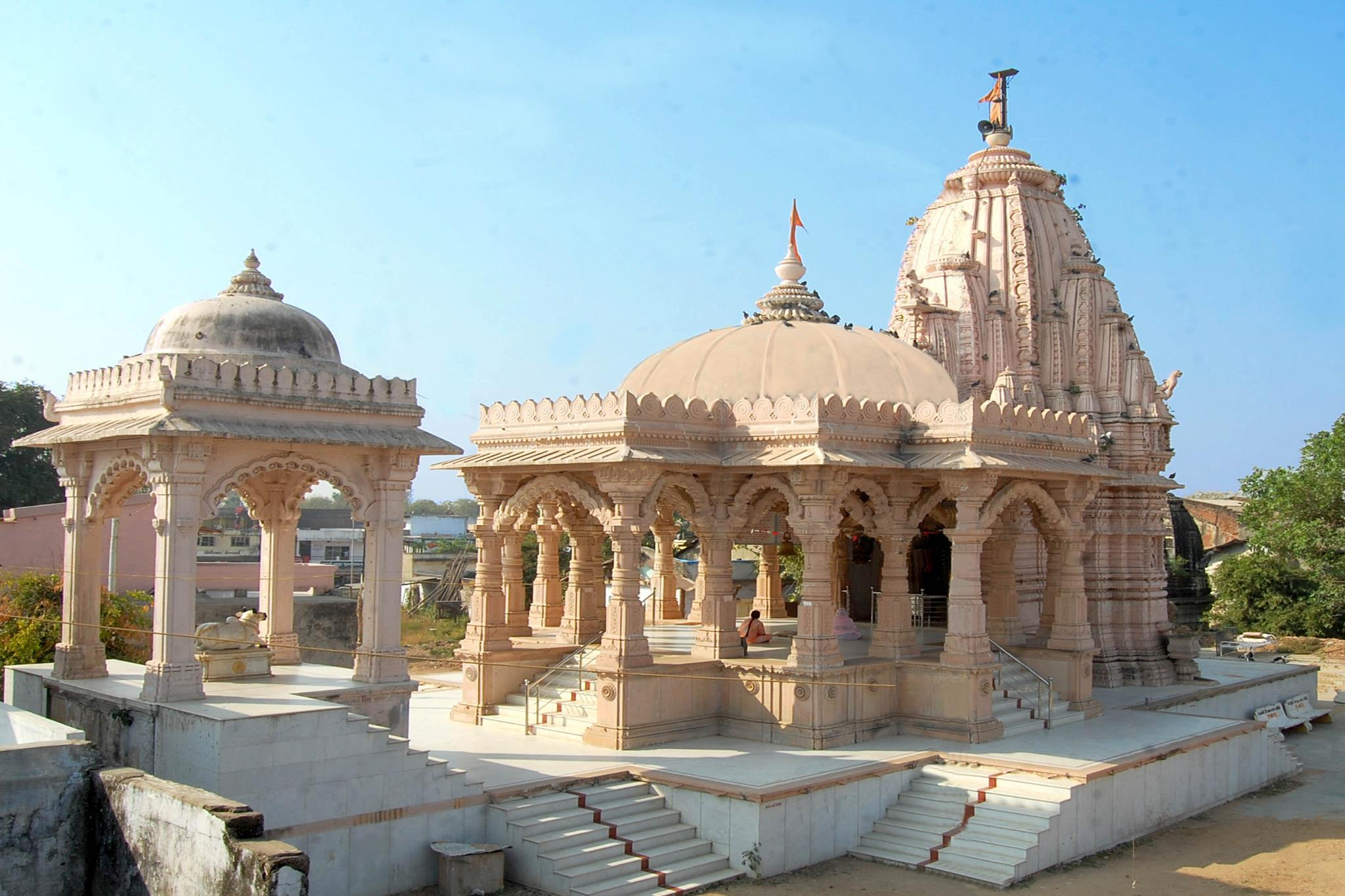
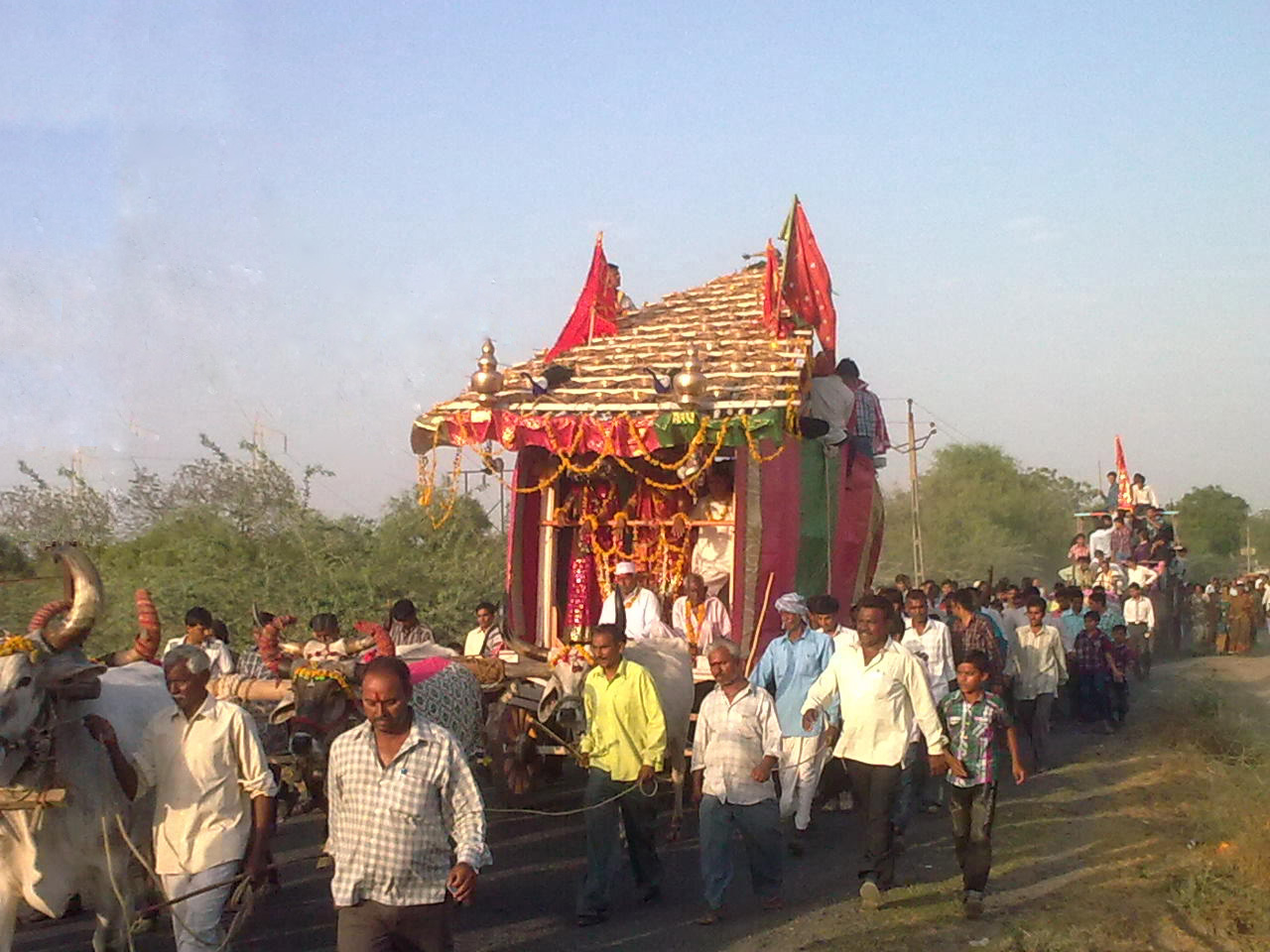
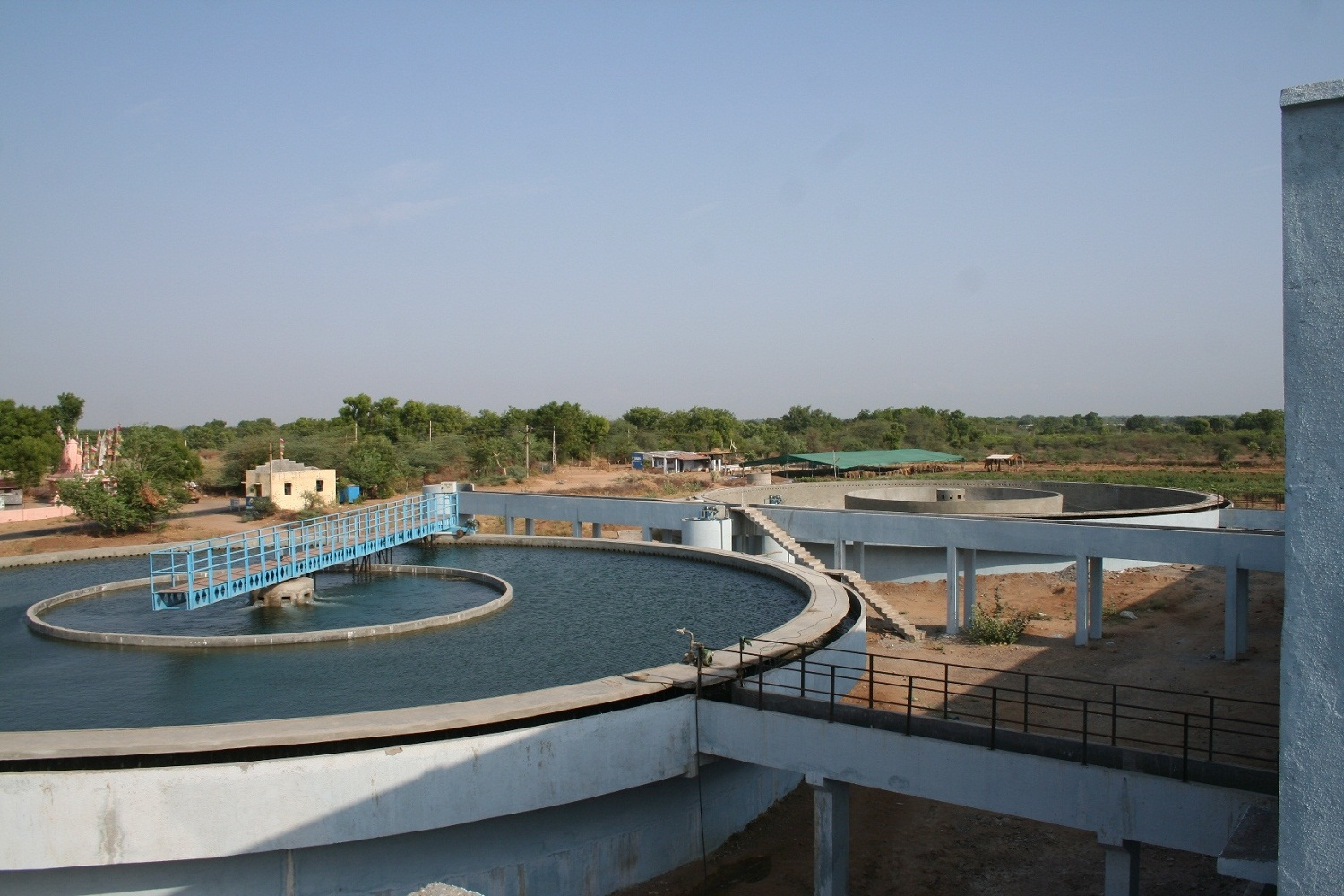
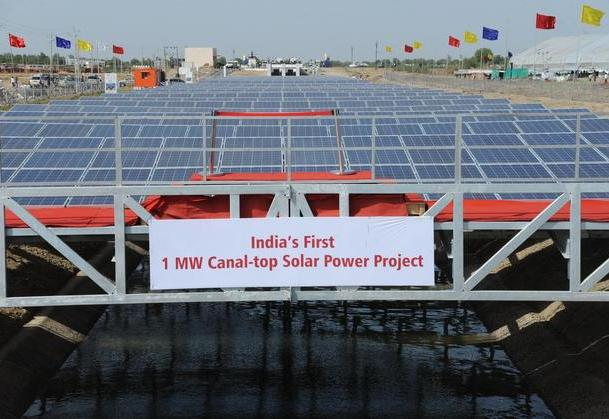
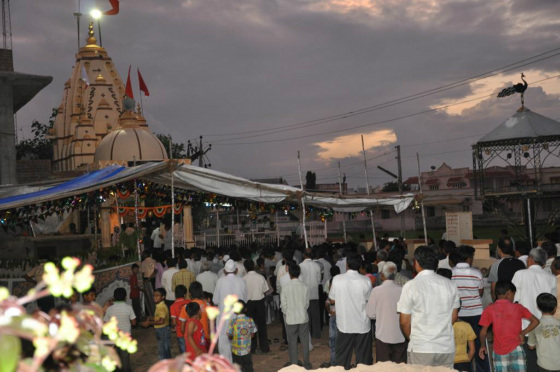
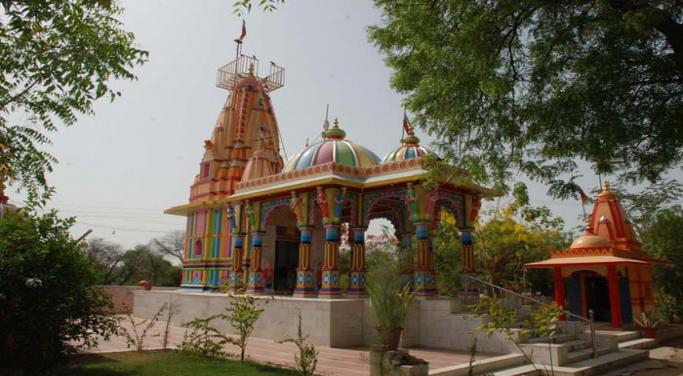